# Automeris cinctistriga
Automeris cinctistriga är en fjärilsart som beskrevs av Felder 1874. Automeris cinctistriga ingår i släktet Automeris och familjen påfågelsspinnare. Inga underarter finns listade i Catalogue of Life.